# Spodnje Konjišče
Spodnje Konjišče este o localitate din comuna Apače, Slovenia, cu o populație de 45 de locuitori.